# Atlides polama
Espèce
Atlides polama est un papillon de la famille des Lycaenidae, de la sous-famille des Theclinae et du genre Atlides.

## Dénomination
Atlides polama a été décrit par William Schaus en 1902 sous le nom initial de Thecla polama.

### Noms vernaculaires
Atlides polama se nomme Polama Hairstreak en anglais.

## Description
Atlides polama est un petit papillon avec une courte fine queue à chaque aile postérieure. Le dessus est de couleur marron avec une suffusion violette.
Le revers est beige avec une ornementation de petites marques marron.

## Écologie et distribution
Il réside au Brésil, dans la région de Rio de Janeiro.

### Protection
Pas de statut de protection particulier.